# Tour de Suisse féminin
Le Tour de Suisse féminin est une course cycliste par étapes féminine suisse créé en 2021. En 2021 et 2022, elle fait partie du calendrier de l'Union cycliste internationale en catégorie 2.1 et se déroule durant les jours qui précédent l'édition masculine. Lors de la saison 2023, l'épreuve intègre le calendrier de l'UCI World Tour féminin.

## Palmarès
| Année | Vainqueur      | Deuxième         | Troisième            |
| ----- | -------------- | ---------------- | -------------------- |
| 2021  | Lizzie Deignan | Elise Chabbey    | Marlen Reusser       |
| 2022  | Lucinda Brand  | Kristen Faulkner | Pauliena Rooijakkers |
| 2023  | Marlen Reusser | Demi Vollering   | Elisa Longo Borghini |
| 2024  | Demi Vollering | Neve Bradbury    | Elisa Longo Borghini |
| 2025  | Marlen Reusser | Demi Vollering   | Katarzyna Niewiadoma |